# بهروز منصوروف
بهروز منصوروف (ترکی آذربایجانی: Bəhruz Mənsurov) قهرمان ملی جمهوری آذربایجان است، که در جریان کودتای نافرجام مارس سال ۱۹۹۵ در این کشور کشته شد.

## اوایل زندگی
بهروز منصوروف ۱۳ مارس سال ۱۹۷۵ در روستای تلوار شهرستان یاردیملی در آذربایجان شوروی زاده شد. بعد از آنکه آموزش متوسطه خود را به سرانجام رساند، در سال ۱۹۹۳ وارد دانشکده نیروی مرزی مدرسه عالی فرماندهی باکو شد.
بهروز منصوروف که در جریان کودتای نافرجامی مارس ۱۹۹۴، داشت خدمت سربازی‌اش را سپری می‌کرد، از سوی کودتاگران مسلح با ضرب گلوله کشته شد.
وی مجرد بود. جنازهاش در زادگاه خودش دفن شد.

## نشان
بر پایه فرمان شماره ۳۰۷ ریاست جمهوری آذربایجان مورخ ۴ آوریل سال ۱۹۹۵، پس از مرگش به بهروز منصوروف نشان قهرمان ملی این کشور اهدا شد.

## بزرگداشت
- پست مرزی ۱۶ گارد مرزی «گوی‌تپه» نیروی مرزبانی جمهوری آذربایجان وامدار اسم بهروز منصوروف است.
- مدرسه ای که بهروز منصوروف در آن درس خوانده بود، و نیز یک مجموعه چشمه در شهرک ۱۶ شهر سومقاییت نام او را به یدک می‌کشند.[۴]